# 大乘起信论
《大乘起信论》，略称《起信论》，是大乘佛教的一部论书，法性宗的提綱挈領之作，相傳為馬鳴菩薩依據《楞伽經》所造，依據真諦三藏之弟子曹毘為其所作傳記，此論為真諦於太清四年（公元550年）譯。篇幅凡一卷，是自隋、唐起對漢傳佛教影响很大的一部论著。
自唐代開始，出現質疑，認為此論是在中國所寫作，非由馬鳴所造。學者望月信亨、梁啟超、歐陽竟無、呂澂等人皆主張此經是在中國創作。境野黃洋、宇井伯壽、湯用彤等人則主張是由印度傳入，在中國譯出。

## 內容
本論主要說明了於大乘佛教生起正信的理論，簡單扼要地概述了如來藏唯識學派思想，體現了漢傳佛教部份宗派所推崇的即身成就見性成佛之宗旨。
主要分為五個部份。第一部份為“因緣分”，敘述造本論的目的在於讓人們正確地瞭解大乘佛法的根本旨意，從而通過修行脫離苦惱、證得極樂；第二部份為“立義分”，確立本論的中心論點；第三部份為“解釋分”，詳細闡釋主題，為全論之重點所在；第四部份為“修行信心分”，著重指出通過修行鑒定大乘佛法的重要性；第五部份為“勸修利益分”，顯示依據本論進行修行將帶來的功德利益。

## 版本
本論以南朝梁真諦三藏的譯本較為流行，譯於太清四年（公元550年），有說此真諦譯本為智愷執筆於承聖三年（公元554年），稱為梁譯；另外，唐代實叉難陀重譯此論，稱唐譯。
據說玄奘大師至印度求學時，曾經將此書自漢譯梵。近代楊仁山居士曾經與英國傳教士李提摩太（Richard Timothy）合作將本書合譯成英文。

## 注疏
對本書的注疏，歷代甚多，其中以隋代慧遠的《大乘起信論義疏》、新羅元曉的《大乘起信論疏》、唐代賢首法藏的《起信論義記》最為重要，三書合稱為《起信論三疏》。

## 考證
關於《大乘起信論》的著者、譯者及其是否為來自印度佛教的學說，在佛教不同宗派間和學術界內，歷來眾說紛紜、爭論不斷。

### 史料記載
隋朝開皇十四年法經等著《眾經目錄》記載當時傳說本論為真諦譯，但是因為此論未見於真諦譯經目錄中，將它歸屬於疑惑部，此目錄所記載的真諦譯作除二則列為疑惑之外都記為在陳代所譯。唐朝智昇《開元釋教錄》稱隋朝《眾經目錄》將《大乘起信論》列入疑惑錄是錯誤的。
隋朝開皇十七年費長房著《歷代三寶紀》引述了二篇真諦三藏譯經目錄，分屬梁代與陳代，本論為梁代所譯，時間為太清四年（公元550年），此說為《大唐內典錄》及其後的譯經目錄所承襲，《歷代三寶紀》提及了真諦弟子曹毘所作《真諦三藏曆傳》。唐朝道宣《續高僧傳》引述了《真諦三藏曆傳》，其記載的真諦譯經的部數及卷數，是《歷代三寶紀》所引二篇目錄的總和。
馬鳴菩薩的禪觀法門由姚秦鳩摩羅什傳譯於《坐禪三昧經》之中，作為譬喻師的代表人物，時人以馬鳴、龍樹先後並舉，鳩摩羅什所傳禪法甚至被稱為「宣馬鳴所述」。隋朝淨影慧遠《大乘起信論義疏》記載，在《心論》、《雜心論》和《成實論》流行之後，馬鳴菩薩依據《楞伽經》造《大乘起信論》。
《開元釋教錄》引用了《續高僧傳》的真諦傳記，在《歷代三寶紀》和《大唐內典錄》的基礎上，對真諦梁、陳二代譯經目錄進行了訂正，並補充記載《大乘起信論》為馬鳴所造。
《歷代三寶紀》提及慧愷在陳代於廣州筆受《攝大乘論》，《續高僧傳》有智愷投奔嶺南協助真諦譯經等的詳細記載。現在流通的真諦譯本前，有唐朝時附加的題為智愷所寫《大乘起信論序》，記載此論為馬鳴造真諦譯，智愷執筆於承聖三年（公元554年），此說與唐朝《新譯大乘起信論序》有關記載相同，《新譯大乘起信論序》記載當時法相宗據《成唯識論》而“誹毀”《大乘起信論》。《開元釋教錄》將二序所記的承聖三年癸酉，更正為承聖二年癸酉。《大乘起信論序》記載的智愷助譯事蹟及史地要點與古說不同，現在的學術界對此序的譯經記載一般不予採信。
唐朝靖邁《古今譯經圖紀》引用了與《歷代三寶紀》類似的真諦二代譯經總錄，含有《大乘起信論》，但沒有提及每部經的具體譯出時間，提到惠愷筆受，但未指明他於何時何地所受何經。唐朝法藏在《古今譯經圖紀》記載上基礎上結合《大乘起信論序》等記載而自成一說。
姚秦鳩摩羅什譯《馬鳴菩薩傳》和元魏吉迦夜譯《付法藏因緣傳》屬譬喻因緣部類，不提及馬鳴之著述，這也引發後世懷疑，《大乘起信论》並不是由馬鳴所造。唐代均正著《四論玄義》，其中認為此論是由地論師所造，非由馬鳴所造。晚唐新羅珍嵩稱《大乘起信論》依據《漸刹經》而造。

### 中國撰述說
日本學者中，最早提出質疑的是舟橋水哉，他在1906年著《俱舍哲學》中提出《大乘起信論》為中國撰述；望月信亨費時25年以上研究《大乘起信論》，他綜合既往論文於1922年出版《大乘起信論之研究》，提出《歷代三寶紀》的記述純屬杜撰，《法經錄》所載則表示卓越的見識，本論依據了偽妄的《占察善惡業報經》，撰述者屬地論宗相州南道派，由曇遵口述曇遷筆錄而成
；村上專精也發表論文認為，撰述者屬於攝論宗，可能是隋文帝在京師召見過的九江道尼之類的人物，這些見解在日本興起對《大乘起信論》作者的討論。認定此論是在漢地寫成的中國學者，有梁啟超、歐陽竟無、呂澂、印順、方東美、高振農等。
呂澂根據《楞伽經》魏譯本與劉宋譯、唐譯二本之間，有些地方存在由於根本教理分歧而導致的明顯差異，認為這是出自菩提流支的誤解，而《大乘起信論》於此等處完全同於魏譯本，可斷定《大乘起信論》是根據魏譯《楞伽經》而寫作，因而此論是在中國寫成，並推測其可能出自修習“一行三昧”的禪宗四祖道信宗門之中。
印順法師認為，一意識論透過真諦傳入中國，影響了《大乘起信論》，本論立心、意、意識三分，其中的意又分為：業識、轉識、現識、智識、相續識，這與《瑜伽師地論·本地分》的五心說可能有對應關係，並與《解脫道論》的九心輪等可能也有著類似含義。最早傳譯“一行三昧”的是扶南三藏曼陀羅仙，通過對扶南相關經論和真諦三藏所譯經論的特殊要點進行的研究，加上真諦有著在扶南遊化多年的背景，印順認為本論與玄奘新譯的唯識學的不同之處，可能是扶南南傳大乘佛教的特色。
方東美認為此論是在中國寫成的偽書，雖然在思想上屬於《楞伽經》系統範圍，但應是源自於真諦傳譯的《金七十論》的數論派哲學的偷天換日之作。

### 印度撰述說
但也有很多學者持相反看法，如前田慧雲、境野黃洋、松本文三郎、羽溪了諦、常盤大定、林屋友次郎、鈴木宗忠、宇井伯壽、平川彰，以及湯用彤、周叔迦等人，認為沒有確切證據證明本論為中國人撰述，即便不是馬鳴造真諦譯，也應該維持此論由印度撰述傳入中國翻譯之隋朝古說。宇井伯壽在比較真諦譯經的各種記錄後，認為此論的確是由真諦譯出，原本來自印度 。平川彰認為《大乘起信論》中「故」字的用法，近於梵文語法，與漢語不同，等理由支持它是由印度著作漢譯而成 。

## 影響
本論文字流暢、條理清晰，在論藏中較為平易近人，漢傳佛教中很多宗派，例如華嚴宗、天台宗、禪宗、淨土宗等皆受其影響，是真常唯心論的典型論著。有學者稱，其「一心開二門」的理論指出心能從超越性及現實性的兩面來生一切法，如此則較玄奘所傳譯的法相宗唯識學，有著更進一步的開展，能對清淨法的根源有所交代。
新儒家人士牟宗三，則借用了「一心開二門」的構造來說明其「兩層存有論」的概念，心真如門對應物自身，心生滅門對應現象界，而二門最後還是歸於一心。

## 參閲
- 佛典疑偽經文獻
- 《空山靈雨》